# E24
E24 (abreviação de Emergência 24 Horas) é um programa de televisão brasileiro, que foi baseado no formato argentino da produtora Eyeworks. O programa tem como objetivo relatar a luta pela vida nos hospitais. O programa entrou no ar pela primeira vez em 2009, e ganha sua segunda temporada no início de 2012. Atualmente é exibido pelo Discovery Channel.

## Sinopse
A realidade de quem trabalha nos hospitais é uma só: emergência 24 horas por dia. O E24, "doc-reality" que estreou na Band no dia 14 de abril de 2009, mostra sem rodeios como trabalham essas pessoas que vivem no limite, lutando para salvar vidas. Sucesso na Itália, Espanha, Chile e Argentina, o E24 chega ao Brasil numa parceria da Band com a Cuatro Cabezas, mesma produtora do CQC. Pela primeira vez na televisão aberta um programa mergulha profundamente num universo onde a linha que separa a vida e a morte é frágil. Dentro dos hospitais, a equipe do E24 acompanha a ação dos médicos e enfermeiros nas salas e corredores diante das emergências que não param de chegar. Fora, ao lado das ambulâncias e bombeiros, as câmeras registram os paramédicos na luta pela vida.

## Locais das filmagens
- São Paulo, SP
- Instituto Dante Pazzanese de Cardiologia
- Hospital do Mandaqui
- Hospital Geral de Pedreira

## Audiência
Na primeira exibição, alcançou a marca de 7 pontos com pico de 9 pontos, a segunda maior audiência do dia da emissora. Ficou em 3° lugar no ranking geral do horário para a Grande São Paulo.